# 다크틸로이
다크틸로이(그리스어: Δάκτυλοι)는 키벨레 또는 레아 등의 대지모와 관계가 있는 정령이다. 손가락을 뜻하는 그리스어 다크틸로스(Δάκτυλος)의 복수형이다.

## 같이 보기
- 이다 산
- 243 이다
- 다크틸
- 제우스